# Petri Matikainen
Petri Matikainen (* 7. Januar 1967 in Savonlinna) ist ein ehemaliger finnischer Eishockeyspieler und jetziger -trainer, der zuletzt als Cheftrainer beim EHC Biel aus der National League unter Vertrag stand.

## Karriere

### Als Spieler
Petri Matikainen begann seine Karriere als Eishockeyspieler in seiner Heimatstadt in der Nachwuchsabteilung von SaPKo Savonlinna, für dessen Profimannschaft er in der Saison 1984/85 sein Debüt in der I-divisioona, der zweiten finnischen Spielklasse, gab. Anschließend verbrachte der Verteidiger zwei Jahre lang bei den Oshawa Generals in der kanadischen Juniorenliga Ontario Hockey League. Mit Oshawa gewann er 1987 den J. Ross Robertson Cup, den Meistertitel der OHL. Daraufhin kehrte er in seine finnische Heimat zurück, wo er einen Vertrag beim Spitzenteam Tappara Tampere aus der SM-liiga erhielt. Mit Tappara gewann er in der Saison 1987/88 auf Anhieb den finnischen Meistertitel. Im gleichen Jahr belegte er mit seiner Mannschaft auf europäischer Ebene den dritten Platz im Europapokal. Von 1989 bis 1994 spielte er für Jokipojat in der ersten und zweiten finnischen Spielklasse. Anschließend stand er in zwei Jahren für KalPa Kuopio in der SM-liiga auf dem Eis. Zur Saison 1996/97 wurde der Linksschütze von den Berlin Capitals aus der Deutschen Eishockey Liga verpflichtet. Dort begann er auch die folgende Spielzeit, ehe er sich zur Mitte der Saison dem EC KAC aus der Österreichischen Bundesliga anschloss. Mit dem Team wurde er am Saisonende Vizemeister und belegte mit der Mannschaft den zweiten Platz in der Alpenliga. In der Saison 1998/99 wurde er erneut Vizemeister mit dem EC KAC, ehe er im Alter von 32 Jahren seine aktive Karriere beendete.

### International
Für Finnland nahm Matikainen an den U20-Junioren-Weltmeisterschaften 1986 und 1987 teil. Bei der U20-WM 1987 wurde er mit seiner Mannschaft Weltmeister.

### Als Trainer
In der Saison 2003/04 startete Matikainen seine Karriere als Eishockeytrainer. Als Chefcoach betreute er die U20-Junioren der Pelicans Lahti, deren Profimannschaft er in der Saison 2004/05 in der SM-liiga betreute. Von 2005 bis 2007 war er Assistenztrainer der Espoo Blues aus der SM-liiga. Anschließend war er vier Jahre lang als Cheftrainer für die Mannschaft tätig und führte diese in den Spielzeiten 2007/08 und 2010/11 als Außenseiter jeweils zur Vizemeisterschaft. Dafür erhielt er in beiden Spielzeiten die Kalevi-Numminen-Trophäe als Trainer des Jahres der SM-liiga. 
Parallel zu seiner Trainerlaufbahn im Vereinsbereich, war Matikainen in den Jahren 2004, 2005 und 2007 als Assistenztrainer der finnischen U20-Nationalmannschaft bei Weltmeisterschaften tätig. Bei der Weltmeisterschaft 2011 wurde er mit der Seniorennationalmannschaft Finnlands als Co-Trainer Weltmeister.  
Zur Saison 2011/12 wurde der Finne vom amtierenden Meister HIFK Helsinki als Cheftrainer verpflichtet. Ab 2012 fungierte er als Cheftrainer beim HK Awangard Omsk, ehe er nach sechs Spielen der Saison 2013/14 entlassen wurde. Ende Oktober 2013 wurde Matikainen Cheftrainer bei den EC Graz 99ers und damit Nachfolger von Mario Richer.
Ab September 2014 war er Cheftrainer beim HC Slovan Bratislava. Danach war er drei Jahre als Cheftrainer der Pelicans tätig.
Im Mai 2018 nahm ihn der österreichische Rekordmeister EC KAC unter Vertrag steht, für den er schon als Spieler tätig war. Zur Saison 2023/24 wechselte er zum EHC Biel in die Schweizer National League und wurde dort ebenfalls als Cheftrainer tätig. Am 25. Februar 2024 wurde Petri Matikainen vom EHCB freigestellt. 

## Erfolge und Auszeichnungen

### Als Spieler
| - 1987 Goldmedaille bei der U20-Junioren-Weltmeisterschaft - 1987 J.-Ross-Robertson-Cup-Gewinn mit den Oshawa Generals - 1988 Finnischer Meister mit Tappara Tampere - 1988 3. Platz Europapokal mit Tappara Tampere | - 1998 2. Platz Alpenliga mit dem EC KAC - 1998 Österreichischer Vizemeister mit dem EC KAC - 1999 Österreichischer Vizemeister mit dem EC KAC |

### Als Trainer
| - 2008 Finnischer Vizemeister mit den Espoo Blues - 2008 Kalevi-Numminen-Trophäe - 2011 Finnischer Vizemeister mit den Espoo Blues - 2011 Kalevi-Numminen-Trophäe | - 2011 Goldmedaille bei der Weltmeisterschaft (als Assistenztrainer) - 2019 Österreichischer Meister mit dem EC KAC - 2021 Österreichischer Meister mit dem EC KAC |

## Karrierestatistik
(Legende zur Spielerstatistik: Sp oder GP = absolvierte Spiele; T oder G = erzielte Tore; V oder A = erzielte Assists; Pkt oder Pts = erzielte Scorerpunkte; SM oder PIM = erhaltene Strafminuten; +/− = Plus/Minus-Bilanz; PP = erzielte Überzahltore; SH = erzielte Unterzahltore; GW = erzielte Siegtore; 1 Play-downs/Relegation; Kursiv: Statistik nicht vollständig)